# Тимошенко Дмитро Петрович
Дмитро́ Петро́вич Тимоше́нко (31 березня 1985, м. Кременець, Тернопільська область — 25 вересня 2022, біля с. Новоселівка, Донецька область) — український військовослужбовець, солдат 81 ОАеМБр Збройних сил України, учасник російсько-української війни.

## Життєпис
Дмитро Тимошенко народився 31 березня 1985 року в місті Кременці, нині Кременецької громади Кременецького району Тернопільської области України.
Навчався у Чугалівській початковій школі.
У квітні 2022 року доєднався до Збройних сил України. Служив навідником першого аеромобільного батальйону 81-ї окремої аеромобільної бригади. Загинув 25 вересня 2022 року біля с. Новоселівка на Донеччині.
Похований 5 жовтня 2022 року в родинному місті.
Залишилася дружина та двоє дітей.

## Вшанування пам'яті
У березня 2023 року на фасаді Чугалівська початкова школа відкрито меморіальну дошку Дмитрові Тимошенку.
Світлина Дмитра Тимошенка розмішена на «Алеї Слави Героїв України» у Кременці.